# Euphrasia bella
Euphrasia bella är en snyltrotsväxtart som beskrevs av Stanley Thatcher Blake. Euphrasia bella ingår i släktet ögontröster, och familjen snyltrotsväxter. Inga underarter finns listade i Catalogue of Life.